# Parti Québécois
Die Parti Québécois (PQ) ist eine politische Partei in der kanadischen Provinz Québec. Sie strebt die Unabhängigkeit Québecs von Kanada an. Ein weiteres Kernanliegen des Parti Québécois ist die Förderung der französischen Sprache in Québec. In sozialen, wirtschaftlichen und kulturellen Fragen steht die PQ den sozialdemokratischen Parteien in Europa nahe, sie unterhält aber lediglich informelle Beziehungen zur Arbeiterbewegung und zu Gewerkschaften.
Mitglieder und Anhänger der Partei werden als péquistes (peˈkist) bezeichnet, abgeleitet von der französischen Aussprache der Abkürzung. Nach den letzten Wahlen am 3. Oktober 2022 war die PQ mit 3 von 125 Sitzen in der Nationalversammlung von Québec vertreten und ist die schwächste Oppositionspartei.

## Geschichte
Die PQ entstand 1968 aus der Fusion des Mouvement Souveraineté-Association von René Lévesque und des Ralliement national. Im selben Jahr schlossen sich auch die meisten Mitglieder des Rassemblement pour l’indépendance nationale der PQ an. Die Hauptziele waren damals schon die politische, wirtschaftliche und gesellschaftliche Unabhängigkeit Québecs. Bei den Wahlen im Jahr 1976 errang die Partei erstmals die Mehrheit der Sitze in der Nationalversammlung und Lévesque wurde Premierminister. Dieser Wahlsieg beschleunigte die Abwanderung der anglophonen Minderheit und die Verlagerung ihrer wirtschaftlichen Aktivitäten nach Toronto.
Die Regierung der PQ war die erste, die das Recht der Ureinwohner auf Selbstbestimmung anerkannte, sofern sich diese nicht auf die territoriale Integrität Québecs auswirken. Das bedeutendste neu eingeführte Gesetz war die Charta der französischen Sprache, die dem Französischen den Vorrang in allen Lebensbereichen garantiert. 1981 wurde die Regierung bestätigt, doch interne Auseinandersetzungen führten 1984 zu Lévesques Rücktritt. Sein Nachfolger Pierre-Marc Johnson konnte die Niederlage bei den Wahlen 1985 nicht abwenden.
Das Québec-Referendum 1980, bei dessen Annahme die Provinzregierung Verhandlungen über die Unabhängigkeit hätte führen können, wurde mit fast 60 % der Stimmen abgelehnt. Nach dem Scheitern des Meech Lake Accord und des Charlottetown Accord, die umfangreiche Änderungen der kanadischen Verfassung vorsahen, blieb die Frage um den Status Quebécs unbeantwortet. Nach neun Jahren in der Opposition bildete die PQ ab 1994 wieder die Regierung und verstärkte ihre Bemühungen um die Unabhängigkeit. Das Québec-Referendum 1995 wurde äußerst knapp abgelehnt (50,58 % Nein-Stimmen), woraufhin Premierminister Jacques Parizeau seinen Rücktritt bekanntgab.
Lucien Bouchard, ein früheres Mitglied der kanadischen Bundesregierung unter Brian Mulroney und später Gründer des Bloc Québécois, folgte auf Parizeau, sprach sich aber gegen ein weiteres Unabhängigkeitsreferendum aus. Die PQ gewann die Wahlen 1998, obwohl sie insgesamt weniger Stimmen erhielt als die Parti libéral du Québec, da sie von Verzerrungen des Mehrheitswahlrechts profitierte. 2001 folgte der frühere Finanzminister Bernard Landry. Unter dessen Führung verlor die PQ die Wahlen 2003. Vier Jahre später fiel die Partei bei den Wahlen noch hinter der Action démocratique du Québec auf den dritten Platz zurück, konnte aber 2008 wieder zulegen.
Zu Beginn des 21. Jahrhunderts nahm der linke progressive Flügel der PQ einen Rechtsrutsch der Partei hin zum Neoliberalismus wahr. Zahlreiche Mitglieder traten aus der PQ aus gründeten 2006 Québec solidaire. Auf der rechten Seite des politischen Spektrums machte die 2012 gegründete Coalition Avenir Québec der PQ Konkurrenz. 2012 ging die PQ zwar als stärkste Kraft aus den Wahlen hervor, verfehlte aber die absolute Mehrheit der Mandate deutlich und bildete eine von Pauline Marois angeführte Minderheitsregierung. Weniger als zwei Jahre später setzte sie vorgezogene Neuwahlen an, in der Hoffnung, die Mehrheit zu erringen. Doch das Kalkül ging nicht auf und die PQ erzielte das schlechteste Ergebnis seit 1970. Nach dem darauf folgenden Rücktritt von Pauline Marois führte Stephane Bédard die Partei vom 10. April 2014 an ein gutes Jahr interimistisch, bevor am 15. Mai 2015 Pierre-Karl Péladeau zum Parteivorsitzenden gewählt wurde und somit zum Oppositionsführer in Québec aufstieg.

## Beziehung zum Bloc Québécois
Da in Kanada auf Bundes- und auf Provinzebene unterschiedliche Parteien antreten, stehen Parti Québécois und Bloc Québécois nicht in Konkurrenz zueinander. Der Bloc steht dem PQ politisch nahe und vertritt die Interessen der Québecer Souveränisten im kanadischen Unterhaus in Ottawa. Bei Wahlen unterstützen sich beide Parteien gegenseitig. Sie verfügen über eine ähnliche Mitglieder- und Wählerbasis. Prominente Mitglieder sind oft bei Veranstaltungen der jeweils anderen Partei anwesend.

## Wahlergebnisse
Ergebnisse bei den Wahlen zur Nationalversammlung:
| Wahl | Sitze total | Kandi- daten | Gew. Sitze | Stimmen   | Anteil  |
| ---- | ----------- | ------------ | ---------- | --------- | ------- |
| 1970 | 108         | 108          | 7          | 662.404   | 23,06 % |
| 1973 | 110         | 110          | 6          | 897.809   | 30,22 % |
| 1976 | 110         | 110          | 71         | 1.390.351 | 41,37 % |
| 1981 | 122         | 122          | 80         | 1.773.237 | 49,26 % |
| 1985 | 122         | 122          | 23         | 1.320.008 | 38,69 % |
| 1989 | 125         | 125          | 29         | 1.369.067 | 40,16 % |
| 1994 | 125         | 125          | 77         | 1.751.442 | 44,75 % |
| 1998 | 125         | 124          | 76         | 1.744.240 | 42,87 % |
| 2003 | 125         | 125          | 45         | 1.269.183 | 33,24 % |
| 2007 | 125         | 125          | 36         | 1.125.546 | 28,35 % |
| 2008 | 125         | 125          | 51         | 1.141.751 | 35,17 % |
| 2012 | 125         | 125          | 54         | 1.393.765 | 31,95 % |
| 2014 | 125         | 124          | 30         | 1.074.115 | 25,38 % |
| 2018 | 125         | 125          | 10         | 687.995   | 17,06 % |
| 2022 | 125         | 125          | 3          | 600.708   | 14,61 % |

## Parteivorsitzende
| Name                              | Vorsitz   | Premier   |
| --------------------------------- | --------- | --------- |
| René Lévesque                     | 1968–1985 | 1976–1985 |
| Pierre Marc Johnson               | 1985–1987 | 1985      |
| Guy Chevrette (interimistisch)    | 1987      |           |
| Jacques Parizeau                  | 1987–1996 | 1994–1996 |
| Lucien Bouchard                   | 1996–2001 | 1996–2001 |
| Bernard Landry                    | 2001–2005 | 2001–2003 |
| Louise Harel (interimistisch)     | 2005      |           |
| André Boisclair                   | 2005–2007 |           |
| François Gendron (interimistisch) | 2007      |           |
| Pauline Marois                    | 2007–2014 | 2012–2014 |
| Stéphane Bédard (interimistisch)  | 2014–2015 |           |
| Pierre-Karl Péladeau              | 2015–2016 |           |
| Jean-François Lisée               | 2016–2018 |           |
| Pascal Bérubé (interimistisch)    | 2018–2020 |           |
| Paul St-Pierre Plamondon          | Seit 2020 |           |

## Wahlslogans
- 1970: OUI (JA)

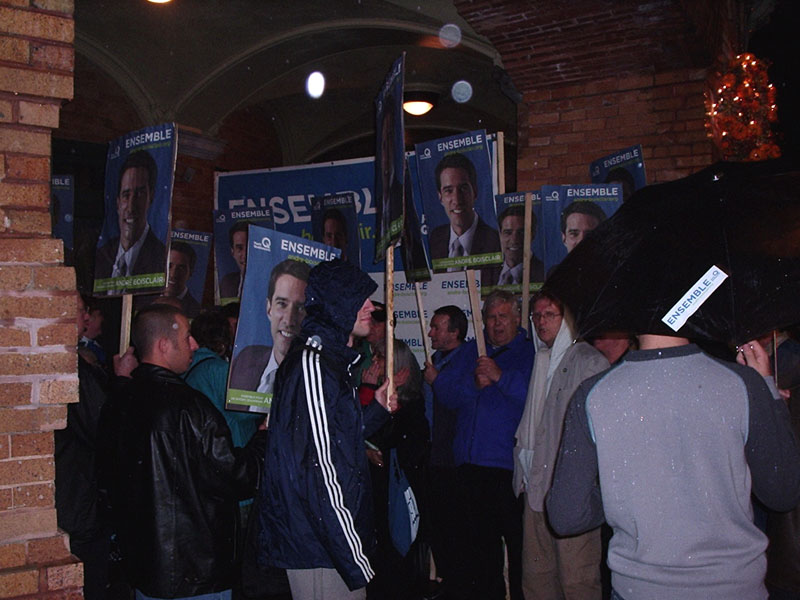
Versammlung der Parti Québécois

- 1973: J’ai le goût du Québec (Ich habe Lust auf Québec)
- 1976: On a besoin d’un vrai gouvernement (Wir brauchen eine richtige Regierung)
- 1981: Faut rester forts au Québec (Wir müssen stark bleiben in Québec)
- 1985: Le Québec avec Johnson (Québec mit Johnson)
- 1989: Je prends le parti du Québec (Ich nehme Stellung für Québec)
- 1994: L’autre façon de gouverner (Die andere Art zu regieren)
- 1998: J’ai confiance (Ich habe Vertrauen)
- 2003: Restons forts (Lasst uns stark bleiben)
- 2007: Reconstruisons notre Québec (Bauen wir unser Québec wieder auf)
- 2008: Québec gagnant avec Pauline (Ein gewinnendes Québec mit Pauline)
- 2012: A nous de choisir (Die Wahl ist unser)
- 2014: Plus prospère, plus fort, plus indépendant, plus accueillant (Blühender, stärker, unabhängiger, einladender)